# Andrei Bezobrazov
Andrei Bezobrazov (ejecutado el 8 de enero de 1690), fue un alto funcionario ruso. Su caso atrajo mucha atención, y es conocido como uno de los últimos grandes juicios por brujería en relación con la corte del zar en Moscú, así como el último juicio por brujería de alto perfil en Rusia. 
Fue arrestado en 1689 y acusado de haber contratado a dos brujos para "ablandar el corazón" del zar Pedro I, con el propósito de impedir que el monarca le diera un puesto que le alejaría mucho de su vida cómoda en la capital. Pero exponer al monarca a hechicería, independientemente del propósito, era considerado como un peligro para su vida. 
En la investigación siguiente, varias personas fueron implicadas directa o indirectamente en el proceso. Bezobrazov fue sentenciado a muerte por un jurado de boyardos y decapitado en la Plaza Roja de Moscú el 8 de enero de 1690, mientras los dos brujos contratados para realizar la magia fueron quemados vivos en la hoguera. Su esposa fue obligada a ingresar en un convento, mientras varias personas juzgadas directa o indirectamente implicadas en el caso fueron exiliadas.